# Tåme skjutfält
Tåme skjutfält är ett militärt skjutfält i Tåme norr om Byske tätort och omkring 40 kilometer norr om Skellefteå i Västerbottens län.

## Historik
Bakgrunden till att skjutfältet anordnades var att Luleå luftvärnskår bildades 1942 och var i behov av en skjutplats. År 1942 anskaffades marken och 1943 påbörjades den militära verksamheten vid Tåme skjutfält. Skjutfältet användes inledningsvis främst av luftvärnet, men när Norrbottens pansarbataljon bildades kom skjutfältet även användas av utbildning av de norrländska stridsvagnsförbanden. Efter den nedrustning som gjorde av försvaret genom försvarsbeslutet 2000, var Skellefteå kommun angelägna om att verksamheten skulle begränsas eller upphöra vid Tåme skjutfält. Den 24 januari 2006 genomfördes den svensk-ryska övningen "Snöflingan" vid Tåme skjutfält, där svenska och ryska skytteplutoner övade gemensamt för övervaka vapenvilan mellan de fiktiva staterna Piteland och Kaliland. År 2009 beslöt Miljödomstolen att verksamheten skulle omprövas i sin helhet, enligt Skellefteå kommuns överklagan. Den 22 december 2010 beslöt regeringen i frågan, där Försvarsmakten medgavs skjutning med fin- och grovkalibrig ammunition samt sprängningar. Sedan 2000 förvaltas skjutfältet av Norrbottens regemente.

## Verksamhet
Skjutfältet används främst av Artilleriregementet (A 9), Norrbottens flygflottilj (F 21), Norrbottens regemente (I 19), samt hemvärnsförbanden inom Norra militärregionen (MR N). Skjutfältet har möjligheterna till skarpskjutning med såväl eldhandvapen, luftvärn, stridsfordon 90 och stridsvagn 122 med riskområde över Bottenviken. Skjutfältet är Sveriges största om man ser till storleken på riskområdet på 500 000 hektar. Den markyta som kan disponeras är på cirka 750 hektar. Normalt riskavstånd är på 17,5 kilometer och yrkessjöfarten passerar Tåme två mil utanför land. För att hålla koll på riskområdet används radar som täcker cirka 5,2 mil. Av hänsyn till kringboende råder skjutförbud med grovkalibrig ammunition och sprängning under perioden 15 juni–15 augusti, samt från dagen före julafton till och med trettondagshelgen varje år.

### Tåme läger
Vid infarten vid skjutfältets västra del ligger Tåme läger. Lägret omfattar en vakt- och expeditionsbyggnad, militärrestaurangen Kanonen, tre logementslängor med 144 sängplatser, befälsförläggning med 30 rum, motorområde på 1 800 kvadratmeter med varmgarage, drivmedelsanläggning och ammunitionsförråd.